# Lupinus splendens
Lupinus splendens är en ärtväxtart som beskrevs av Joseph Nelson Rose. Lupinus splendens ingår i släktet lupiner, och familjen ärtväxter. Inga underarter finns listade i Catalogue of Life.